# 燕巢總機廠

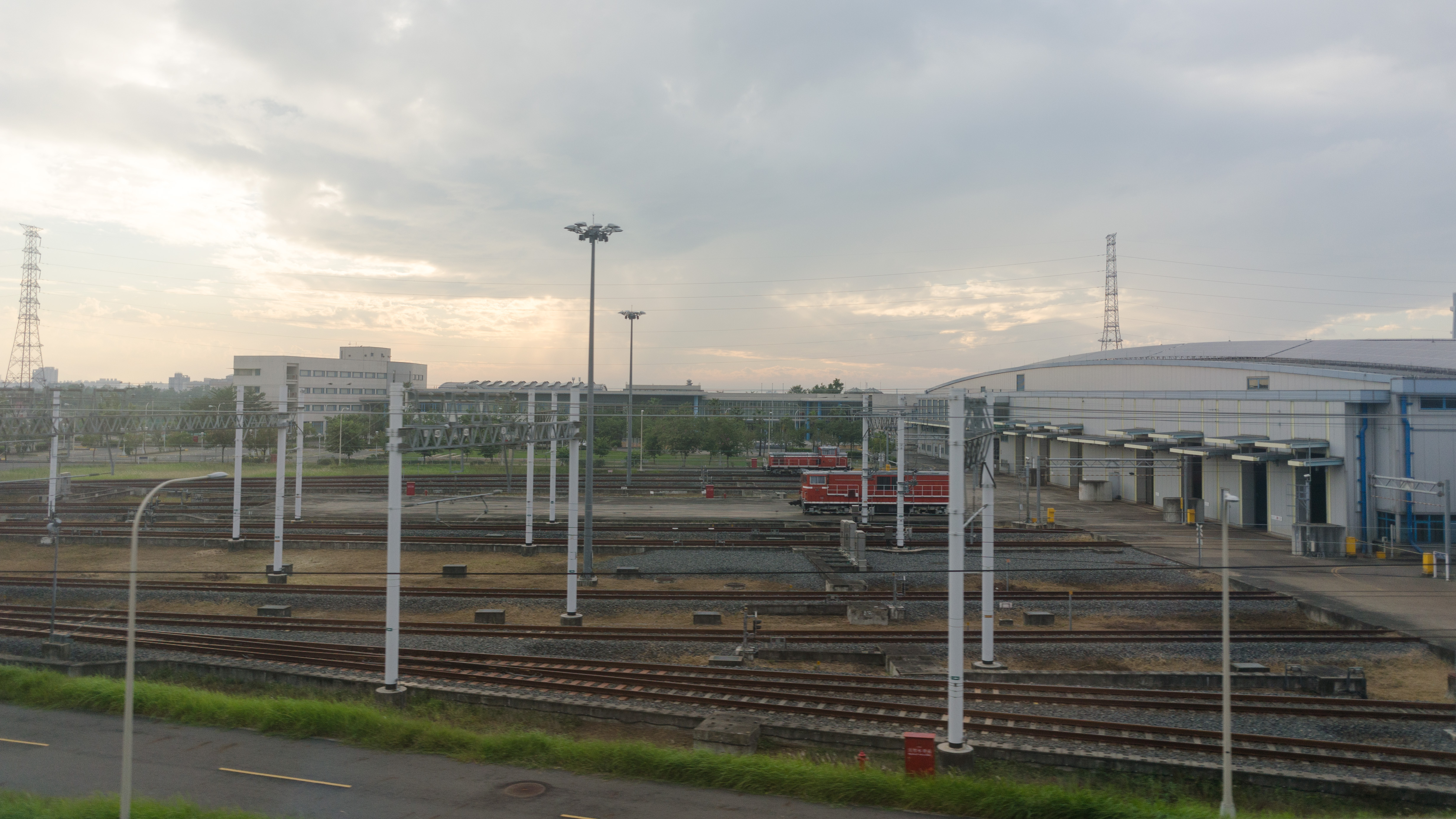
台灣高鐵燕巢總機廠（2015年11月）。

燕巢總機廠是台灣高鐵位於高雄市燕巢區的總維修機廠，佔地約58公頃，負責列車組裝、列車轉向架檢修、列車大修及不定期檢修等作業。此機廠設有一條測試線，作為高鐵列車大修完成後的測試軌道。地址是高雄市燕巢區高鐵總廠路500號。

## 主要功能
提供轉向架檢修、列車大修、臨時檢修、組件修復、道旁設施檢修及新車組裝等。廠內並配置約1公里長之測試軌，供列車大修後低速動態測試使用。
總機廠含22棟建築物，除3棟RC建築物（為行政訓練中心大樓）、其餘皆為鋼骨建築，如：維修廠、噴漆廠、號誌通訊設備機房等，另有加油站、污水處理廠等各項設施及景觀設施等。